# Валдањо
Валдањо (итал. Valdagno) је насеље у Италији у округу Виченца, региону Венето.
Према процени из 2011. у насељу је живело 22555 становника. Насеље се налази на надморској висини од 269 м.

## Становништво
| 1931.  | 1936.  | 1951.  | 1961.  | 1971.  | 1981.  | 1991.  | 2001.  | 2011.  |
| ------ | ------ | ------ | ------ | ------ | ------ | ------ | ------ | ------ |
| 17.361 | 20.836 | 26.413 | 27.260 | 28.439 | 28.545 | 27.449 | 27.193 | 26.575 |